# Zica Bérgami
Maria Elisa Campiotti Bérgami, mais conhecida como Zica Bérgami (Ibitinga, 10 de agosto de 1913 - São Paulo, 16 de abril de 2011), foi uma compositora e desenhista brasileira. Autora da canção "Lampião de Gás", célebre na voz de Inezita Barroso.

## Biografia
Além de compositora, Zica Bergami também é Desenhista Primitiva apresentada na primeira exposição individual por Sérgio Milliet e lançada pela crítica de arte Ernestina Karman  e, como tal, também participou de diversas exposições, dentre elas, o "X Salão Paulista de Arte Moderna" (1960), a "Primeira Mostra Contemporânea Brasileira - EXPOFAIR - Lisboa - Portugal" (1985), e também conquistou a Grande Medalha de Prata no "Centre International D'Art Contemporain - Paris - França" (1984), além da Grande Medalha de Ouro no "Encontro de Artes Plásticas de Atibaia/SP
Seu trabalho como compositora começou a ficar conhecida em 1958, quando Inezita Barroso gravou na gravadora Copacabana a valsa "Lampião de gás", parceria com Hervê Cordovil, essa valsa recebeu o Troféu Zequinha de Abreu em 1959.
Recebeu a Grande Medalha de Prata no "centro internacional D'Art Contemporain", em Paris França, em 1984. No ano seguinte, participou da "Primeira mostra contemporânea brasileira", realizada em Lisboa, Portugal.Em 1996, a valsa "Lampião de gás" foi regravada por Inezita Barroso no CD "Voz e Viola", gravado por ela com o violeiro Roberto Corrêa na gravadora RGE.
Em 1999, a cantora Zezé Freitas gravou o CD "Zezé Freitas interpreta Zica Bergami", para esse disco fez diversos desenhos. Por essa época, a gravadora MCK lançou o CD "Salada de danças", com 13 composições suas interpretadas por ela mesma no qual cantou a música título, além da clássica valsa "Lampião de gás".
Artista versátil, publicou os livros "Filhos de artistas imigrantes" e "Aonde estão os pirilampos?" .